# Vinzenz Joseph von Schrattenbach

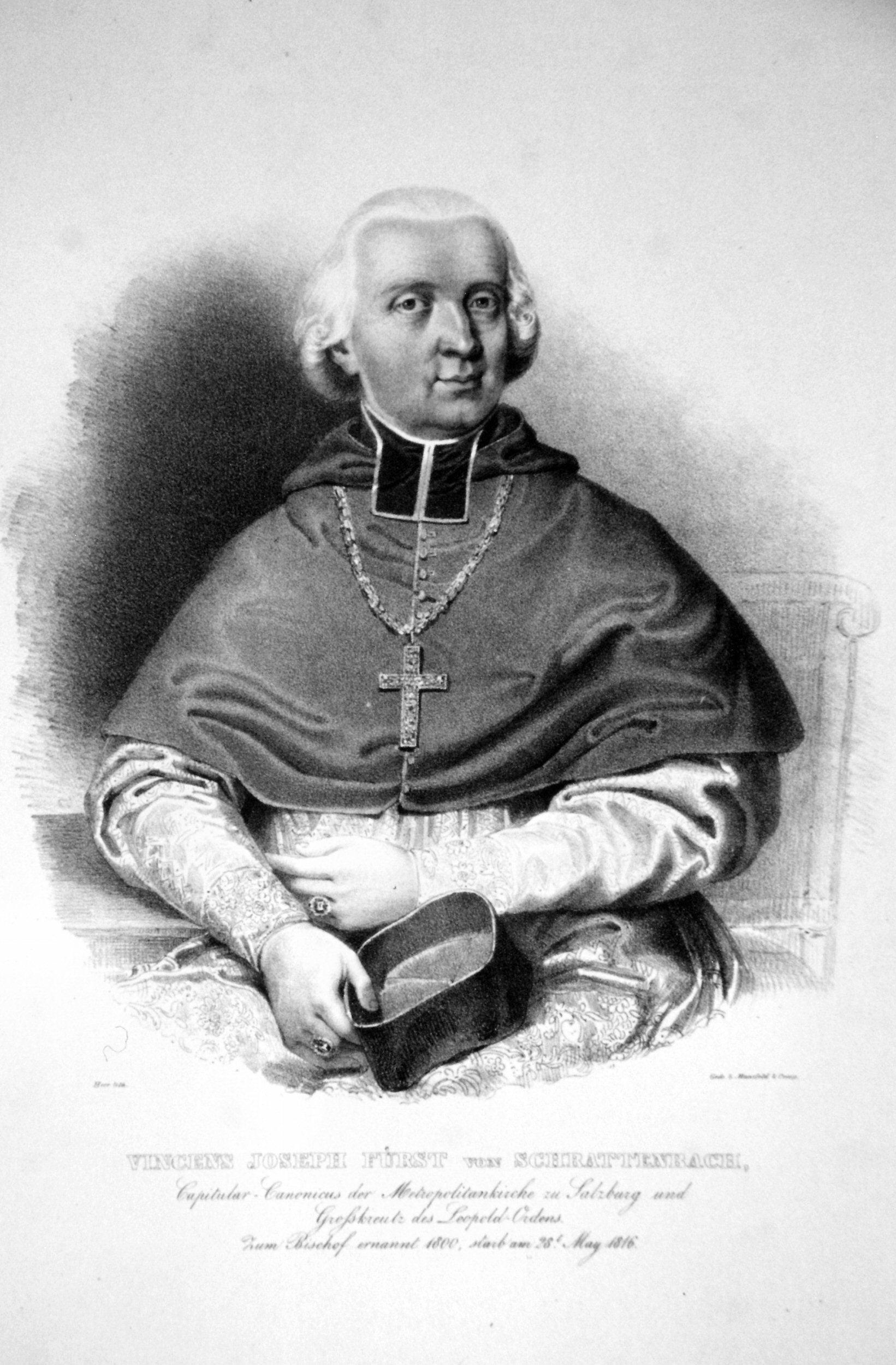
Fürstbischof Vinzenz Josef von Schrattenbach (Lithographie von Faustin Herr, 19. Jh.)

Vinzenz Joseph Graf von Schrattenbach (auch: Vinzenz Joseph Franz von Sales Reichsfürst von Schrattenbach; tschechisch: Vincenc Josef kníže Schrattenbach; * 18. Juni 1744 in Brünn; † 25. Mai 1816 in Brünn) war Fürstbischof von Lavant und Bischof von Brünn.

## Herkunft
Vinzenz Josef entstammte der österreichischen Adelsfamilie von Schrattenbach, die 1598 in den Freiherrnstand und 1649 in den Grafenstand erhoben worden war. Seine Eltern waren Franz Anton Xaver Graf von Schrattenbach Freiherr zu Heggenberg u. Osterwitz, Landeshauptmann u. Gubernialpräsident von Mähren, Erblandvorschneider in Steiermark, k. k. Wirklicher Geheimer Rat und Kämmerer, († 1783), und Maria Josepha Walpurga, geb. Reichsgräfin von Wrbna und Freudenthal, Sternkreuzordensdame, († 1791). Ein Bruder seines Vaters, Siegmund Christoph Graf von Schrattenbach, war von 1753 bis 1771 Fürsterzbischof von Salzburg, Legat (Botschafter) des päpstlichen Stuhles und Primas Germaniae.

## Werdegang
Vinzenz Joseph besuchte ab 1751 das Wiener Theresianum und soll später in Salzburg studiert haben, wo er 1762 Mitglied des Domkapitels und 1768 zum Priester geweiht wurde und 1771 die Ernennung zum Hofratspräsidenten folgte.

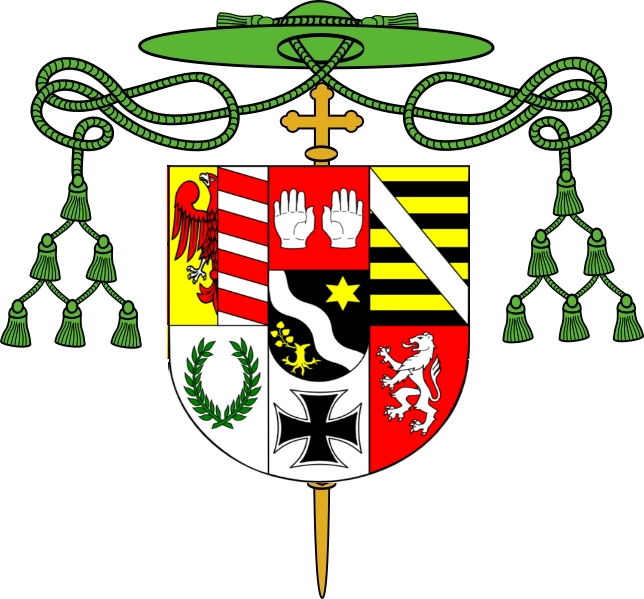
Wappen Vinzenz Joseph Graf von Schrattenbach, Fürst-Bischof von Lavant (1777–1790) und (1795–1800)

### Fürstbischof von Lavant
Nach dem Tod des Lavanter Bischofs Franz II. Graf Breuner (1777) ernannte der Salzburger Erzbischof Colloredo Vinzenz Joseph von Schrattenbach, zu dessen Nachfolger und weihte ihn am 6. Juli 1777. Zudem erhielt er die Propsteien St. Mauritz in Friesach und in Maria Saal, wurde Generalvikar für Ober- und Unterkärnten und Statthalter des Salzburger Erzbischofs in Friesach.
Während seiner Amtszeit wurden die Bistümer Gurk, Seckau und Lavant neu gegliedert, wobei die Enklaven aufgelöst wurden und Lavant die untere Steiermark, die vorher zu den Bistümern Görz und Laibach gehört hatte, erhielt. Gemäß einer Vereinbarung von 1786 zwischen Kaiser Joseph II. und dem Salzburger Erzbischof wurde Lavant, das bis dahin den Status eines Salzburger Eigenbistums hatte, ab 1789 zu einem Suffragan der Kirchenprovinz Salzburg erhoben. Durch die Neugliederung erhielt Lavant slowenische Bevölkerungsteile, durch die es nachfolgend von einer starken Nationalbewegung erfasst wurde.
Am 27. November 1788 wurde Vinzenz Joseph von Schrattenbach zu Buda von Joseph II. in den persönlichen Reichsfürstenstand erhoben. Im selben Jahr wurde er, der mild und pflichtbewusst regiert haben soll und von Volk und Klerus sehr geschätzt wurde, zum Dompropst von Salzburg gewählt. Da Erzbischof Colloredo die Ämter-Kumulation ablehnte, verzichtete Schrattenbach am 29. Januar 1790 auf sein Bistum Lavant.
Nach dem 1793 erfolgten Ableben des Lavanter Bischofs Gandolf Ernst von Kuenburg bat Kaiser Franz II. Vinzenz Joseph von Schrattenbach, erneut das Bistum Lavant zu übernehmen. Nach der am 25. Juni 1795 erfolgten Nominierung durch Erzbischof Colloredo stimmte er zu und wurde am 26. Juli d. J. päpstlich bestätigt.

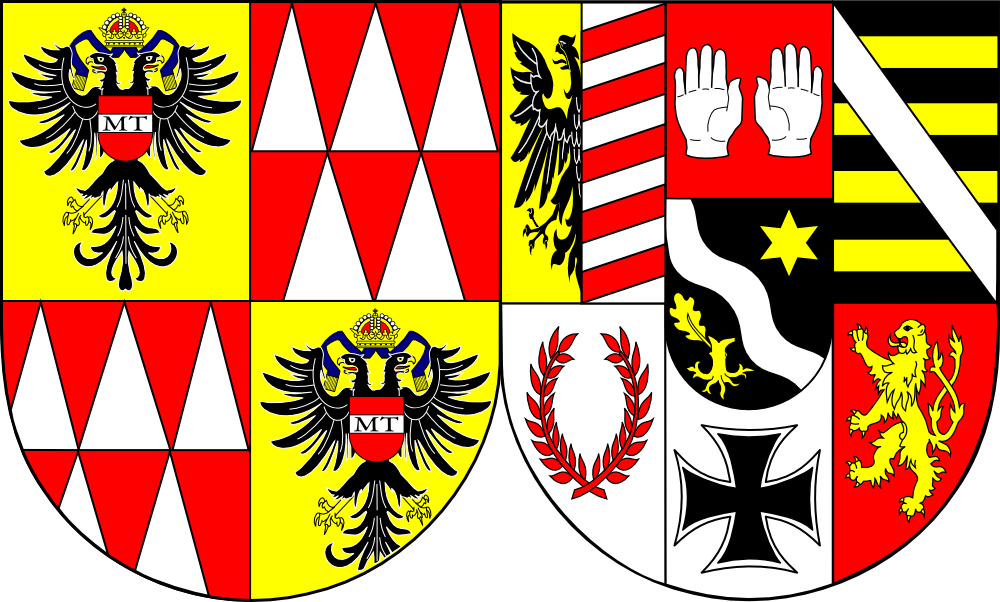
Wappen Vinzenz Joseph Graf von Schrattenbach, Bischof von Brünn (1800–1816)

### Bischof von Brünn
Wegen seines Alters bemühte sich Vinzenz Joseph von Schrattenbach um eine leichter zu betreuende Diözese. Kaiser Franz II. nominierte ihn deshalb am 4. Juni 1800 als Nachfolger des Brünner Bischofs Johann Baptist Lachenbauer. Der päpstlichen Bestätigung vom 11. August 1800 folgte am 11. Oktober 1800 die Amtsübernahme in Brünn, wo schon 1783 die Besitzungen seiner Familie testamentarisch an ihn gefallen waren.
Während seiner Brünner Amtszeit konnte er im ehemaligen Dominikanerkloster ein Priesterseminar errichten. 1805 und 1809 soll er sich während der französischen Besetzung sehr für die Bevölkerung eingesetzt haben.